# Nea Smirni
Nea Smirni (en grec: Νέα Σμύρνη, Nova Esmirna) és un suburbi del sud d'Atenes, Grècia. Nea Smirni es troba a uns 5 km del centre d'Atenes, a uns 5 km al sud-oest de l'avinguda Kifissia, a l'oest de l'avinguda Vouliagmenis, a uns 6 km a l'est del Pireu i al nord-oest de l'avinguda Poseidonos.
L'àrea va ser ocupada per les terres de cultiu, amb boscos que dominen el paisatge, i la seva explotació mixta inclou pastures, hortalisses, i arbredes, els boscos es troben a l'est. Després del genocidi de l'Àsia Menor de residents grecs pel Govern turc l'any 1922, molts refugiats principalment d'Esmirna (avui Izmir), van arribar i es van instal·lar a la part sud-oest d'Atenes, que va esdevenir Nea Smirni. Molts dels seus habitants, incloent l'equip de futbol del Panionios FC, es van mudar fins aquí des d'Esmirna, transformant la plana agrícola en una zona urbana.
El districte està compost principalment de les zones residencials amb àrees de negoci en particular a l'avinguda Syngrou. Els seus dos carrers principals s'han vinculat des del 1995 amb els intercanvis i les carreteres que connecten amb el carrer Hymittos i l'avinguda Syngrou cap al nord. L'àrea industrial d'Atenes es troba al nord. Nea Smirni té escoles, liceus, gimnasos, bancs, oficines de correus i places amb un bon nombre de bars, cafès i botigues.

## Esports
- Panionios FC (juga a la Lliga grega de futbol)
- Panionios BC juga a la Lliga grega de bàsquet)
- AONS Milon (Grec: ΑΟΝΣ Μίλων)

## Llocs d'interès
- Estadi Nea Smyrni, estadi construït el 1939, renovat el 1988. Actualment és la seu del Panionios FC.
- Nea Smirni Indoor Hall, té una capacitat de 1.832 persones. Web: http://www.stadia.gr/nsmyrni-b/nsmyrni-b.html
- Nea Smirni Square (Grec: Πλατεία Νέας Σμύρνης)
- Estia (Grec: Εστία)

## Història de la població
És una de les poques poblacions properes d'Atenes que la seva població segueix creixent. També és el quart municipi més densament poblat de Grècia, després de Neàpoli (Creta), Kallithea i Ampelopikoi).
| Any  | Població |
| ---- | -------- |
| 1928 | 210      |
| 1933 | 6.500    |
| 1940 | 15.000   |
| 1951 | 22.074   |
| 1961 | 32.865   |
| 1971 | 42.512   |
| 1981 | 67.408   |
| 1991 | 69.749   |
| 2001 | 73.986   |

|           | Atenes, Dafni |                  |
| Kallithea |               | Hàgios Dimitrios |
|           | Palaio Faliro |                  |